# Musgravea heterophylla
Musgravea heterophylla är en tvåhjärtbladig växtart som beskrevs av L. S. Smith. Musgravea heterophylla ingår i släktet Musgravea och familjen Proteaceae. Inga underarter finns listade i Catalogue of Life.